# Картахена
Картахена (шп. Cartagena, лат. Carthago Nova — „Нова Картагина“) је шпански град у аутономној заједници Мурсија и као правни центар покрајине, седиште је Регионалне скупштине. Картахена лежи у дубоком заливу Коста Калида (у преводу: топла обала) на Средоземљу и има једну од најважнијих трговачких лука Шпаније.
Још од 16. века Картахена је једна од најважнијих лука Шпаније. Картахена је била окружена градским зидинама и имала је луку коју је штитила тврђава. У Картахени се налази главна шпанска војна лука.
Према процени из 2007. године у Картахени је живело 211.286 становника.

## Географија
Стари град Картахене лежи на пет брда: Молинете (шп. Molinete), Монте Сакро (шп. Monte Sacro), Монте Сан Хосе (шп. Monte de San José), Деспењаперос (шп. Despeñaperros) и Монте де Консепсион (шп. Monte de la Concepción), због чега се у античко доба сматрала „малим Римом“.
Картахена се налази на великој висоравни са нагибом у правцу северозапад-југоисток и граничи се са севера и северозапада приобалним планинама Караској, Пуерто, Виљарес, Колумбарес и Ескалона, и на југу и југоистоку приобалним планинама Алгаробо, Муела, Пелајо, Горда, Фаусиља и Минера.
У оквиру општине, Картахена обухвата велики број разбацаних места и имања међу којима се налази и Кабо де Палос и јужни део земље која се зове Манга које су од велике туристичке важности.

### Клима
Картахена има суптропску медитеранску суву климу. Температуре су ублажене захваљујући позицији града на мору, а падавине не прелазе 300 милиметара годишње што ову област чини једном од најсувљих у Шпанији.
Просечна годишња температура је око 20 °C. Најхладнији месец је јануар са просечном температуром од 12 °C. Август је најтоплији месец са просечном температуром од 28 °C.

## Становништво
Према процени, у граду је 2008. живело 210.376 становника.

| 1981.   | 1989.   | 1991.   | 2001.   | 2002.   |
| ------- | ------- | ------- | ------- | ------- |
| 172.751 | 168.023 | 173.061 | 184.686 | 184.686 |

Према последњем попису из 2006. године, Картахена има 206.565 становника, од чега су 105.013 мушкарци и 101.552 жене. Око 10% становништва чине имигранти — 24.330, од којих има 15.458 мушкараца и 8.872 жена. Највише их долази из Марока (10.515), затим из Еквадора, (4.015), и Уједињеног Краљевства (2.252).

## Историја
Картахену је основао картагињански војсковођа Хаздрубал Бела 227. п. н. е. под именом Кварт Хадаст (Quart Hadast), на месту где се раније налазило насеље које је по свој прилици раније припадало иберском племену Мастинци који су ту основали седиште свог племена Мастију, а које спомиње римски писац Руфије Авен у свом делу Морске обале (лат. Ora Maritima) у 4. веку п. н. е. Међутим, Картагињани се неће дуго задржати јер већ 209. п. н. е. у току Другог пунског рата, Картахену су освојили Римљани под вођством Публија Корнелија Сципиона.
Под римском влашћу Картахена ће доживети процват између 3. и почетка 2. века п. н. е. Године 44. п. н. е. добиће титулу колоније под именом Колонија Урбс Јулија Нова Картаго (лат. Colonia Urbs Iulia Nova Carthago). Важност града лежала је у рударским богатствима као и стратешком географском положају.
Град пада у декаденцију с нестанком Римског царства. Кроз град су прошли Вандали и Визиготи, затим 555. године Византинци цара Јустинијана који су покушали да поврате територије које су некада припадале Западном римском царству. Заузели су град и претворили га у седиште провинције Спаније (лат. Spania), која је обухватала југоисточни део Иберијског полуострва, од Малаге до саме Картахене. Почетком 7. века, освојиће је опет Визиготи и притом ће је похарати и спалити након чега град практично престаје да постоји.
Године 734, пашће под маварску власт и почеће полако да се опоравља, што доказује повремено појављивање у арапским текстовима из тог доба.
Године 1245, кастиљански принц Алфонсо (касније Алфонсо X Мудри) је освојио град и вратио му титулу седишта епископије. Међутим, Картахена ће провести у декаденцији све до 16. века, када почиње поново да се активира политички и економски заједно са општом тенденцијом развоја земље у то доба. Али, честе епидемије и кризе ће опет зауставити њен развој.
Картахена ће повратити свој стари сјај и важност у 18. веку када постаје седиште Медитеранског поморског одсека, као иградњом арсенала, тврђава и касарни предвиђеним планом утврђивања градова. Тада ће се град доста изградити, постати трговачки центар и многи ће се у потрази за послом настанити у Картахени која је у кратком периоду упетостручила број становника — са 10.000 на 50.000.
Нови период декаденције Картахена ће доживети у првој половини 19. века, да би у другој половини истог века опет доживела успон захваљујући развоју рударства које је такође поспешило развој индустрије и трговине. У то време отприлике Картахена добија своје коначне облике у којима постоји и данас — изградиће се многе јавне и стамбене грађевине у модернистичком стилу који је у то доба владао Шпанијом.
Нови пад економије Картахена је искусила са рударском кризом крајем двадесетих година 20. века. У Шпанском грађанском рату, Картахена је била републикански бастион, и заједно са Аликантеом, један од последњих градова који су пали у руке Франковим фашистима.

## Знаменитости

#### Религиозне грађевине и споменици
- Августеум (шп. Augusteum), римска грађевина, седиште свештеника посвећених култу императора. Датира из 1. века.
- Катедрала Нуестра Сењора де ла Асунсион (шп. Catedral de Nuestra Señora de la Asunción), популарно звана Стара катедрала (шп. Catedral Antigua) или Стара Санта Марија (шп. Santa María la Vieja). Изградња катедрале је започета након освајања града 1245. године када се и обновила стара бискупија у Картахени. Катедрала је у току историје прошла пуно перипетија док је на крају није реконструисао архитекта Виктор Белтри у 19. веку, у неороманичком стилу. Током Шпанског грађанског рата била је више пута бомбардована и на крају срушена, и то је стање у ком се и дан данас налази. Налази се поред римског театра чији су се делови делимично употребили за изградњу катедрале. У једној крипти саме катедрале, налази се очуван римски мозаик.
- Црква Кармен (шп. Iglesia del Carmen), црква старог кармелићанског манастира у барокном стилу, потиче из 1710. године. Црква има три брода и осам међусобно повезаних капела. Фасада је од цигле са луковима, има атријум и портал који се налази на прелазу са улице у унутрашњост цркве.
- Црква Санто Доминго (шп. Iglesia de Santo Domingo) била је део доминиканског манастира основаног 1580. године под заштитом Сан Исидра. Године 1857, прелази под војну јурисдикцију. Данас је изглед ове цркве веома различит од оригиналног захваљујући једној не баш најсрећнијој интервенцији 1973. У унутрашњости цркве очувана је једна барокна капела која је припадала братству Исуса Назарећанина (шп. Cofradía de N.P. Jesús Nazareno).
- Црква Санта Марија де Грасија (шп. Iglesia de Santa María de Gracia), саграђена у 18. веку, и реформисана након Шпанског грађанског рата. Из ње полазе ускршње процесије. Садржи приказе Девице из Росеља, која је некада била заштитница града, и Четири свеца Франсиска Салзиља.
- Црква Милосрђа (шп. Iglesia de la Caridad), саграђена 1893. године у неокласичарском стилу, међутим садржи и елементе претходне цркве из 18. века. У њој се налази и наполитански портрет заштитнице Картахене, Милосрдне Девице (шп. Virgen de la Caridad) који се приписује а Ђакому Колумбу који је дошао у град 1723. године. Ова црква је била део Болнице Каридад (шп. Hospital de Caridad).
- Црква светог Исусовог срца (шп. Iglesia del Sagrado Corazón de Jesús), обновљена почетком 20. века, била је део старог фрањевачког манастира Сан Дијего.

#### Световне грађевине и споменици
Град обилује грађевинама из 19. и почетка 20. века у неороманичком и модернистичком стилу, као и неколико археолошких налазишта са остацима грађевина из доба Римљана. Неке од њих су:
- Римски театар, откривен 1990. налази се у процесу откопавања и рестаурације. Његово откриће је било права сензација, с обзиром да није постојала никаква референца која би указивала на његово постојање.
- Декумано (шп. Decumano), остаци главних улица римског града откривених 1968. године. Налази се на Тргу Три Краља (шп. Plaza de los Tres Reyes)
- Каса де ла Фортуна (шп. Casa de la Fortuna), парче римске стазе из 1. века п. н. е. са чије обе стране се налазе остаци две куће са предивним муралима и мозаицима.
- Торе Сијега (шп. Torre Ciega), римски погребни споменик из 1. века.
- Палата Педрењо (шп. Palacio Pedreño), саграђена између 1872. и 1875, у класичарском стилу.
- Палата Консисторијал“ (шп. Palacio Consistorial), зграда општине Картахене, саграђена између 1900. и 1907. године. у модернистичком стилу.
- Кућа Запата (шп. Casa Zapata), саграђена 1910. године у гаудијанском стилу.
- Железничка станица, (шп. Estación de Ferrocarril) изграђена 1906. године по нацрту инжењера Рафаела Перовонселија.
- Кућа Љагостера (шп. Casa Llagostera), приватна кућа породице Љагостера, изграђена је 1916. године, у модернистичком стилу. Истиче се по необичним балконима и декорацији у керамици, као и скулптурама Минерве и Меркура и грбова Мурсије и Барселоне са Минервине стране, и грбова Картахене и Манљеуа са Меркурове стране, који представљају алузију на родне градове породице Љагостера.

#### Војне грађевине и споменици
- Пунске зидине, последњи остатак зидина коју су изградили Картагињани, једини у Европи.
- Зидина Карлоса III, која се такође зове и Морска зидина чију је изградњу наручио Карло III.
- Тврђава Консепсион, која је почета да се гради у доба Алфонса X. Пружа предиван поглед на град и луку.
- Тврђаве око града: Скоро све су биле изграђене или реформисане у 18. веку у неокласичарском стилу.
- Подморница Перал, прва подморница са електричним избацивачем торпеда на свету, коју је конструисао Картахињанин Исак Перал. Поринута је 1888. године.
- Војна болница, саграђена између 1749. и 1762. изграђена у неокласичарском стилу са великим утицајем војне архитектуре. Осамдесетих година 20. века је затворена.

## Музеји
- Општински археолошки музеј у коме се налазе експонати нађени у археолошким ископинама око града.
- Етнолошки музеј Картахене, који садржи експонате које су током година музеју поклањали мештани. Има око хиљаду експоната који представљају машине, оруђа и оружја, намештај, одећу, личне ствари, слике, фотографије, ручне радове и др. ствари које су користили преци становника Картахене.
- Народни музеј поморске археологије, који садржи предмете извађене са дна мора, као картагињанске и римске амфоре или разне врсте бродова који су потонули у околини Картагене.
- Поморски музеј, где између осталих уобичајених експоната посебно место заузима соба Исака Перала, поморца који је открио подморницу посвећена развоју подморничког оружја кроз историју. Такође се у овом музеју налазе разне географске карте од којих неке потичу још из 14. века.

## Прославе и празници
- Ускршњи празници, који трају данима и одвијају се на улицама града. Ови празници у Картахени су проглашени интернационалном туристичком атракцијом. Том приликом на улицама се одржавају религиозне процесије у част васкрсавања Исуса Христа.
- Картагињани и РимљаниСлаве се у другој половини септембра и састоје се од реконструкције историје града од оснивања (227. п. н. е.) до римског освајања (209. п. н. е.). Праве се позоришне представе са темама из тог периода — оснивање Кварт Хадаста, објава рата Римљанима, Полазак Ханибала ка Риму, римско искрцавање, освајање и предаја града и нарочито свадба Ханибала и Химилке у Римском циркусу.
- Карневал је ухватио дубоке народне корене, пре свега у другој половини 19. века чији је развој био брутално пресечен његовом забраном након краја Грађанског рата. Са обнављањем демократије у држави, нарочито од 1981, ова прослава је обновљена и данас је једна од најважнијих месних празника. Одржава се као и у другим деловима Шпаније, у фебруару, и тада се људи препрушавају, и играју и певају на улици у чему учествују како становници Картахене, тако и бројни туристи.
- Међународни Џез фестивал који се одржава између 19. и 20. новембра.
- Филмски фестивал у Картахени, који се одржава од 7. до 12. новембра. Раније се звао Фестивал поморског филма.

## Гастрономија
- Калдеро: Типично рибарско јело од пиринча са свеже уловљеном рибом.
- Мичиронес: Кувано јело од сувог пасуља.
- Аропе: Слаткиш од куваних смокви.
- Тосино де сијело: Што би на српском било „небеска сланиница“ — веома слатки желе који се прави од укуваних жуманаца.

## Партнерски градови
- Терни
- Картагина

### Фотографије
- Старинске фотографије Картахене
- Картахена у слици
- Фотографије Картахене